# Il delitto è servito
Il delitto è servito è stato un programma televisivo italiano di genere detective game show, trasmesso in seconda serata su Canale 5 dal dicembre 1992 al giugno 1993, condotto da Maurizio Micheli.

## Il programma
Il format, ispirato al gioco da tavolo Cluedo e adattato dall'omonima trasmissione televisiva britannica, si presentava come un detective game show.
Fu trasmesso il venerdì in seconda serata e successivamente il sabato. Scopo del gioco era quello di scoprire per ciascuna puntata il colpevole di un delitto tra sei indiziati, attraverso domande e spezzoni di un breve sceneggiato interpretato da attori professionisti, fino alla rivelazione dell'autore dell'omicidio. Per vincere, bisognava indicare l'assassino, l'arma del delitto e la stanza in cui era stato commesso. Le storie erano create da autori famosi e interpretate da attori di teatro.
In ogni puntata si affrontavano, nella risoluzione del misterioso caso, quattro concorrenti in studio e uno spettatore in collegamento telefonico da casa. Tali concorrenti potevano essere persone comuni, appassionati di gialli, psicologi, detective privati, studiosi, ma anche vip; tra i personaggi famosi che si cimentarono con i casi, ci furono Fabrizia Carminati, Carlo Oliva, Mario Marenco, Sonia Grey, Andrea G. Pinketts e Claudio Nizzi.
La trasmissione rappresentò il debutto alla conduzione di Maurizio Micheli, che ne aveva curato anche l'adattamento. Lo descrisse affermando: "Strano a dirsi, è un quiz intelligente".

## Ambientazione e personaggi
Le vicende si svolgevano presso l'immaginaria Villa dei Castagni, che aveva sei stanze: il salotto, la sala da pranzo, la sala della musica, la biblioteca, lo studio e la cucina. In ogni puntata c'era un set di sei armi possibilmente utilizzate per il delitto, che venivano inquadrate nei vari spezzoni accanto ai personaggi. Il cast fisso dei sospettati, entro cui di volta in volta si celava l'assassino, era composto da:
- La contessa Maria Azzurra Biolchi Padini (Serena Cantalupi), vedova e ricchissima ereditiera. Piacente e raffinata, gestisce gli affari e amministra la cospicua eredità lasciatale dai due defunti mariti.
- Il commendator Arturo Biondi (Gabriele Villa), industriale e vicino di casa, nonché corteggiatore della contessa.
- Rossella Padini (Grazia Minarelli), figliastra della contessa e figlia di uno dei suoi defunti mariti. Amante del lusso e degli uomini, è una ragazza determinata.
- Don Verdone (Aldo Ralli), parroco del paese. Di lui si sa che ha preso i voti da adulto, ma il suo passato è avvolto nel mistero. Riceve ingenti finanziamenti dalla contessa per le attività della parrocchia.
- Il dottor Piergiorgio Bruni (Maurizio Trombini), rampollo di una famiglia abbiente. Ha frequentazioni poco limpide ed è il principale corteggiatore di Rossella.
- Bianca Pelloni (Giuliana Rivera), governante di Villa dei Castagni da trentacinque anni. È stata la tata prima della contessa Maria Azzurra e poi di Rossella. Di lei si sa che ha il vizio del bere.

Tra gli attori che impersonarono le vittime ci furono Giorgio Melazzi, Lidia Costanzo, Cesare Ferrario e Nini Salerno.

## Accoglienza
La trasmissione venne cancellata nel febbraio del 1993, per via degli ascolti ritenuti insufficienti.
Diversi anni dopo, intervistato al riguardo, Micheli affermò "Fu cancellato perché non aveva molti ascolti... Piacque solo a persone di buon gusto". Alessandra Comazzi, dalle pagine de La Stampa, descrisse la trasmissione come "un programma agile e veloce, che si può guardare senza morire di noia", aggiungendo "intendiamoci, niente di eccezionale: semplicemente un buon prodotto con un'idea in più, cosa ormai rarissima", definendolo infine come un "programmino rinfrescante, una piccola, bella sorpresa". Beniamino Placido su la Repubblica affermò "il programma tutt'intero è piuttosto piacevole".